# Cheiracanthium schenkeli
Cheiracanthium schenkeli – gatunek pająka z rodziny zbrojnikowatych.

## Taksonomia
Gatunek ten opisany został po raz pierwszy w 1949 roku przez Ludovica di Caporiacca na łamach „Commentationes Pontificia Academia Scientiarum”. Jako lokalizację typową wskazano Nairobi w Kenii. Epitet gatunkowy nadano na cześć Ehrenfrieda Schenkela-Haasa. W 2007 roku Leon N. Lotz dokonał redeskrypcji samicy, a w 2015 roku jako pierwszy opisał samca z tego gatunku.

## Morfologia
Samiec ma ciało długości od 4,1 do 5 mm przy karapaksie długości od 1,8 do 2,3 mm i szerokości od 1,4 do 1,7 mm, samica zaś ma ciało długości od 5,3 do 6,1 mm przy karapaksie długości od 1,9 do 2,6 mm i szerokości od 1,4 do 2,1 mm. Szczękoczułki są przysadziste, pozbawione guzka nasadowego, o długich pazurach jadowych i sześciu różnej wielkości zębach na krawędziach bruzdy; największy jest drugi ząbek krawędzi przedniej, a najmniejszy pierwszy ząbek krawędzi przedniej. Opistosoma (odwłok) jest żółtoszara z wyraźnym znakiem nad sercem oraz z szewronami w części tylnej, u samca mocniej wydłużona niż u samicy.
Genitalia samicy mają płytkę płciową z szerszym niż dłuższym, nerkowatym wklęśnięciem, w którym to przednio-środkowo umieszczone są otwory kopulacyjne. Przewody kopulacyjne biegną najpierw tylno-bocznie, następnie rozszerzają się w workowate struktury, dalej zwężają się, po czym biegną dośrodkowo, potem do przodu i ostatecznie tworzą zwracające się ku tyłowi pętelki wchodzące od przednio-bocznej strony do spermatek, do których do przewody zapłodnieniowe wchodzą tylno-środkowo.
Nogogłaszczki samca mają około dwukrotnie dłuższe od goleni cymbium z prosto dosiebnie skierowaną, zwężającą się w wierzchołkowej ⅓ i na szczycie zaostrzoną apofizą cymbialną, apofizę retrolateralną goleni rozszerzoną, po czym zakrzywioną ku pojedynczemu wierzchołkowi, zesklerotyzowaną apofizę tegularną podzieloną na dwa szerokie, zaokrąglone, ustawione względem siebie pod kątem prostym wierzchołki, długi i niemal otaczający tegulum embolus oraz wyraźnie widoczny, acz niezesklerotyzowany konduktor.

## Ekologia i występowanie
Pająk ten zasiedla sawannę i lasy górskie. Bytuje na drzewach i krzewach.
Gatunek afrotropikalny, znany z Kenii, Rwandy, Zimbabwe, Botswany oraz południowoafrykańskiej prowincji Limpopo.